# Arnould Muscar
Arnould Muscar, né le 1er août 1757 à Bayonne et mort le 9 septembre 1837 à Lille, est un militaire français de la Révolution et de l’Empire.

## Biographie
Il entre en service le 13 juin 1774, comme soldat au régiment de Vivarais, devient caporal de grenadiers le 21 juin 1781, fourrier le 19 mai 1782, sergent-major le 14 octobre 1791 et sous-lieutenant le 26 avril 1792. Le 29 juin, il passe lieutenant adjudant-major dans le 3e bataillon des grenadiers de la réserve, et le 20 septembre suivant, capitaine adjoint aux adjudants-généraux. Sa conduite distinguée aux armées des Ardennes et du Rhin, lui mérite les éloges les plus flatteurs, et le grade de chef de bataillon le 21 mai 1793, dans le 8e bataillon de volontaires du Bas-Rhin.
Envoyé à l’armée de l’Ouest, puis à celle des côtes de l'Océan, il se fait remarquer à l’affaire de La Chevrolière en mars 1793, à la tête de sa colonne, il reçoit dans cet engagement un coup de feu qui lui traverse le corps. Quelques mois après, il soutient avec une grande fermeté l’attaque du camp de Chinon par les Vendéens, et a le bras droit cassé par une balle. Il se signale aussi à la défense du château d’Aux le 10 août 1793, au combat de Blain, de Châteaubriant et de la fonderie d'Indret. Peu de temps après il s’empare d’un convoi de 29 barils de poudre anglaise, dont l’armée vendéenne s’approvisionnait secrètement par le fleuve Vilaine. En avril 1794, il se trouve responsable de prisonniers de Bouguenais qu'il fait juger sur ordre au château d'Aux par la commission Bignon ; ce qui aboutit au jugement puis à l'exécution de plus de deux cents d'entre eux dans ce qui est connu sous le nom de « massacre du château d'Aux ».
Commandant de la ville de Châteaubriant, il participe le 2 février 1796, avec le général Humbert à la bataille d'Auverné. Le 1er décembre 1796, il prend le commandement de la place d’Ostende, qu’il défend vaillamment le 19 mai 1798, contre les Anglais qui se présentent devant le port. Ils assiègent la ville par mer avec une escadre de 35 voiles, et par terre avec 4 000 hommes de débarquement. Muscar avec une faible garnison de 400 combattants, résiste aux ravages de 600 bombes et de 2 000 boulets. Pendant que ce bombardement a lieu, une colonne de 2 000 Anglais se dirige vers la place, lorsqu’elle est arrêtée et vivement repoussé par 300 Français. Forcé de battre en retraite, elle éprouve dans sa marche rétrograde des pertes considérables. Au commencement de l’attaque, un trompette anglais avait sommé le commandant Muscar de mettre bas les armes : allez dire à votre chef, répond ce brave, que nous périrons plutôt que de nous rendre. Son courage et sa fermeté, conservent cet important boulevard de la République, et les Anglais dans cet engagement perdent 1 500 prisonniers, 4 pièces de canon et 200 hommes noyés. Cette brillante défense est solennellement annoncée au Corps législatif le 22 septembre 1798, par le président du Directoire exécutif, et cette assemblée décide dans la même séance qu’elle serait consignée dans les fastes de la nation. Le 4 octobre 1798, le ministre de la guerre, lui envoi le brevet de chef de brigade, avec un extrait du procès-verbal de la séance.
Il conserve son commandement jusqu’au 11 septembre 1810, époque où il est admis à la retraite. Il meurt le 9 septembre 1837, à Lille.

## Décoration
Il est fait chevalier de la Légion d’honneur le 25 mars 1804.